# 梅屋敷站 (奈良縣)
梅屋敷站（日语：／ Umeyashiki eki */?）是位於奈良縣生駒市門前町，近畿日本鐵道的生駒鋼索線（山上線）車站。車站編號為Y19。

## 概要
車站周邊較少民居。主要為了前往寶山寺和寶山寺奧之院的參拜客使用。但是寶山寺站鄰近寶山寺，加上車費和班次較少，因此乘客多會在寶山寺站下車前往參拜。但是從寶山寺站前往寶山寺本堂需要登上參道，而此站下車前往寶山寺的道路是向下行，因此比較輕鬆。除了初詣和旅遊季節外，一日上下車人次極少。
另外，直行班次會通過此站，這此班次只會在生駒山上遊園地晚上營業與日本黃金週時期行走。

## 歷史
- 1929年（昭和4年）3月27日 - 大阪電氣軌道（後來為近鐵）車站啟用[1]。
- 1944年（昭和19年）2月11日 - 車站暫停服務。
- 1945年（昭和20年）8月1日 - 車站重開。
- 2010年（平成22年）8月 - 月台上蓋被撤走，車站大樓工程完成。

## 車站構造與周邊
此站是地面車站，設有1面1線的單式月台。此站是無人車站。月台沒有上蓋，照明方面有3盞LED燈。車站大樓內也設有LED型螢光燈。此站沒有自動閘機和自動售票機。靠近寶山寺站一方的入口處設有小型車站大樓，內部設有候車專用長椅。由於此站只有1面1線的月台，生駒山上方向和寶山寺方向的列車使用同一月台。車站大樓前設有一座第3種平交道，越過該平交道後可前往奧之院和參拜道。另外，寶山寺本堂是位於參拜道下方，在越過平交道後向下行於寶山寺站和梅屋敷站之間的隧道附近便到達該處。

## 相鄰車站
近畿日本鐵道
 生駒鋼索線（山上線）
■直行
通過
■普通
寶山寺（Y18）－梅屋敷（Y19）－霞丘（Y20）

## 注腳
1. ↑  「地方鉄道運輸開始」《官報》1929年4月10日（國立國會圖書館數碼化資料）

## 外部連結
- 梅屋敷 - 近畿日本鐵道（日語）